# Les raisins de la mort
Les raisins de la mort è un film del 1978 diretto da Jean Rollin.

## Trama
Nella cittadina francese di Roublès, l'utilizzo di un pesticida sperimentale ha trasformato la popolazione in zombie famelici ed aggressivi. Elisabeth, che viaggia in treno per raggiungere il suo fidanzato Michel, sfugge per miracolo all'aggressione di uno zombie e trova rifugio in un casolare dove si ritroverà ad affrontare l'assalto delle mostruose creature.

## Produzione
Nel 1977, Jean-Marc Ghanassia, che aveva finanziato Lèvres de sang, collaborò con l'uomo d'affari Claude Guedj per realizzare un film campione d'incassi ispirato non solo ai film catastrofici americani che avevano successo in quel momento (come L'inferno di cristallo o L'avventura del Poseidon), ma anche, e soprattutto, ai film di zombi, un genere inaugurato un decennio prima da George Romero con il suo La notte dei morti viventi e che registi come Amando de Ossorio e Lucio Fulci avevano contribuito a rendere popolare.
Per realizzare il loro progetto i due si rivolsero al regista Jean Rollin, il quale accettò il lavoro sebbene diversi aspetti del film - tra cui la presenza di zombies privi di sentimenti, la presenza di scene violenti ed omicidi ripugnanti - non fossero di suo gradimento.
Rollin rivendicò il diritto di poter scrivere la sceneggiatura del film e i suoi produttori glielo concessero imponendogli però l'introduzione di diversi riferimenti a La notte dei morti viventi. Poiché a Rollin non piaceva il tipo di zombi di Romero, decise che le creature del film non sarebbero state cadaveri rianimati, ma persone rimaste infettate da un pericoloso pesticida utilizzato sui vigneti.